# Essential (Amalia Grè)
Essential è il quarto disco pubblicato dalla cantante italiana Amalia Gré.

## Descrizione
Questo album, pubblicato nel 2012 da EMI, è una selezione di brani tratti dai 3 precedenti lavori di Amalia Grè (Amalia Gré, Per te e Minuta vs Amalia Grè) e non contiene alcun inedito.

## Tracce
1. Io cammino di notte da sola (Amalia Grè)
2. Amami per sempre (Amalia Grè, Michele Ranauro, Paola Palma)
3. Estate (Bruno Martino)
4. Cuore pallido (Amalia Grè)
5. Sogno (Amalia Grè)
6. Orchidee (Amalia Grè)
7. Forte respiro (Radio Edit) (Amalia Grè)
8. Moon River (Henry Mancini, Johnny Mercer)
9. Quanto t'ho amato (Roberto Benigni, Nicola Piovani, Vincenzo Cerami)
10. Cuore pallido (vs. Hellzapop) (Amalia Grè)
11. We Have All The Time In The World (John Barry, Hal Davi)
12. Io cammino di notte da sola (vs. A.L.A.P.) (Amalia Grè)

## Formazione
- Amalia Grè - voce
- Tsuyoshi Niwa - sax soprano
- Giulio Del Prato - tastiere
- Yoshiki Miura - chitarra
- Marco De Filippis - basso
- Reese Carr - batteria
- Riccardo Biseo - piano
- Giuseppe Barbera - archi
- Hagi Anadi Mishra - percussioni

## Curiosità
Per la prima volta la cantante appare in foto nella cover di un suo album.